# فرودگاه اس‌ال‌ای‌اف بتیکالوا
فرودگاه اس‌ال‌ای‌اف بتیکالوا (به انگلیسی: SLAF Batticaloa) یک فرودگاه نظامی با کد یاتا BTC است که یک باند فرود آسفالت دارد و طول باند آن ۱۰۹۵ متر است. این فرودگاه در کشور سری‌لانکا قرار دارد و در ارتفاع ۶ متری از سطح دریا واقع شده است.

## شرکت‌های هواپیمایی و مقصدهای پروازی
| شرکت‌های هواپیمایی                         | مقصدهای پروازی                             |
| ----------------------------------------- | ------------------------------------------ |
| Air Senok                                 | چارتر: راتمالانا                           |
| فیتس‌ایر                                   | چارتر: راتمالانا                           |
| Helitours                                 | چارتر: راتمالانا                           |
| Millennium Airlines                       | چارتر: راتمالانا                           |
| سریلانکان ایرلاینز اجرا توسط Cinnamon Air | باندرانیکی, Waters Edge Colombo City (DWO) |